# Sesieutes lucens
Sesieutes lucens är en spindelart som beskrevs av Simon 1897. Sesieutes lucens ingår i släktet Sesieutes och familjen månspindlar.
Artens utbredningsområde är Singapore. Inga underarter finns listade i Catalogue of Life.